# Чан, Лида
Лида Чан (фр. Lida Chan; род. 25 марта 1980) — камбоджийский кинорежиссер документального кино, общественный деятель и архивист.

## Фильмография
- Красная свадьба